# 실버 사건 25구
실버 사건 25구(シルバー事件25区, The 25th Ward: The Silver Case)는 그래스호퍼 매뉴팩처에서 개발한 어드벤처 게임이다. 회사의 데뷔 타이틀인 실버 사건의 후속작인 이 게임은 2005년 10월 모바일 장치용으로 처음 출시되었으며 2011년 5월까지 다양한 제공업체를 통해 계속 서비스되었다. 원본 버전의 게임 플레이는 숫자 입력을 사용하여 퍼즐을 푸는 데 중점을 둔다. 실버 사건 이후 7년을 배경으로 한 이 이야기는 25구 지역의 새로운 캐릭터 그룹이 일련의 살인 사건을 해결하는 과정을 따른다.
25구는 스다 고이치가 겐키와의 협력의 일환으로 만들었다. 그는 실버 사건의 속편을 빠르게 만들고 싶었고 다른 스타일적 방향을 취하고 싶었기 때문에 제안된 모바일 플랫폼이 그에게 적합했다. 스다는 원작 시나리오 작가 마사히 오오카, 사코 카토와 함께 시나리오를 작성하기 위해 돌아왔다. 미야모토 타카시와 타카다 마사후미도 각각 캐릭터 디자이너와 작곡가로 복귀했다. 리메이크는 2016년 실버 사건의 고화질 리마스터 성공 이후 개발을 시작했다. 원작이 모바일 게임이었기 때문에 수다는 게임을 단순한 리마스터링이 아닌 완전히 리메이크하기로 결정했다.